# 웰크론
웰크론(Welcron)은 웰크론그룹 계열의 대한민국의 산업용 섬유(극세사) 기업이다. 본사는 서울특별시 구로구 디지털로 27길 12에 위치해 있다. 대표이사는 이영규이다. 극세사 클리너, 목욕용품, 나노섬유 제품(마스크, 방탄복, 방검복 등)등을 제조한다.

## 같이 보기
- 한텍엔지니어링
- 마스크

## 참고 문헌
1. ↑  최상도, 부국증권 보고서-웰크론, May 28, 2010
2. ↑  이재윤, 영업이익 600%↑…웰크론, '마스크 효과' 수익성 껑충, 머니투데이, 2021.02.26